# FVWM
FVWMとはX Window System上で使用されるデスクトップのウインドウを管理するウィンドウマネージャの一種である。twmからの亜種。開発者はRobert Nationなど。

## 歴史

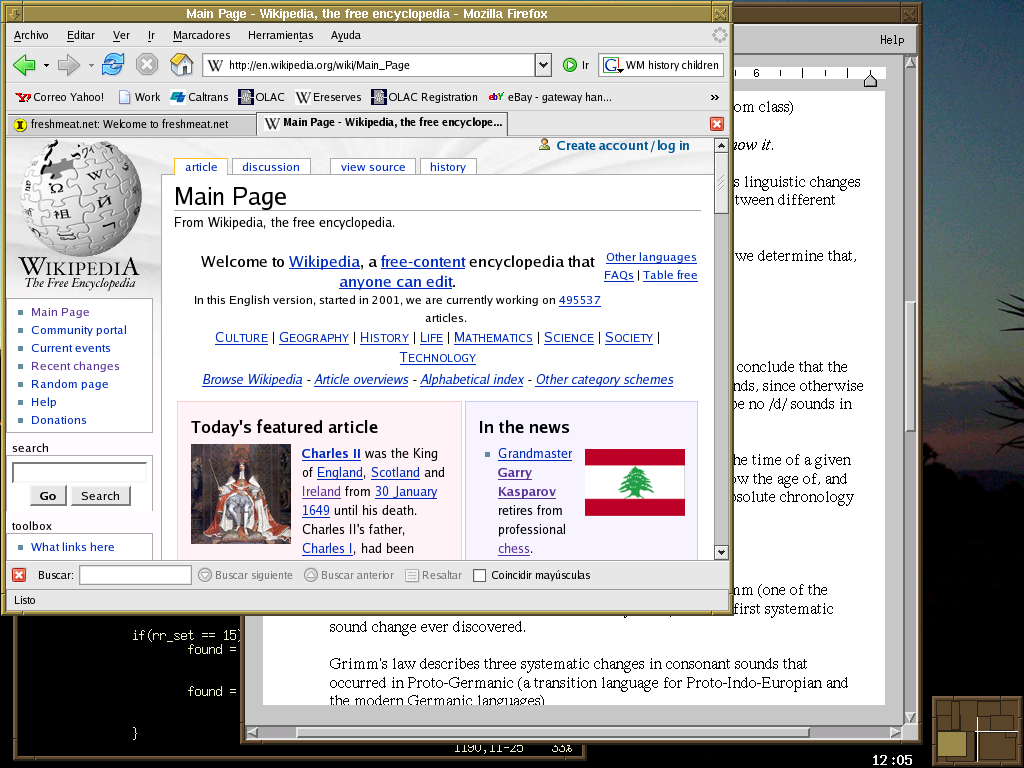
FVWM 1.24

1993年、Robert Nationは、アメリカ国防総省での音紋に関する仕事の間に、twmを、メモリ使用量を減らし、仮想デスクトップのサポートを追加する意図で改造し始めた。
既にrxvt端末エミュレータで知られていた彼は、新しいウィンドウマネージャのメモリ使用量を減らすことに取り組んだ。FVWMの受容についてテストするために、1993年6月1日、彼はこれをrxvtのリリースに組み合わせた。1994年、NationはFVWMの開発を止め、Charles Hinesがメンテナとなった。Nationが最後にリリースしたFVWMはfvwm-1.24rである。
多くの開発者は、リファインと開発の年月から利益を受けるために、彼ら自身のプロジェクトをFVWMに基づかせた。多くの現在人気のあるウィンドウマネージャ（Afterstep、Xfce、Enlightenmentなど）は、FVWMと関係している。

### 名前の由来
当初、FVWMはFeeble Virtual Window Managerであった。これは、Nationによって、1997年、Linux Journalによるインタビューに述べられたものである。彼はまた、この名称は、彼オリジナルのリリースが、大体において、ユーザーが選択できる機能を持っておらず、feebleであったから選ばれたとも述べている。

## 特徴
メモリの使用率が低く、軽い。
またホームディレクトリに存在するスクリプト言語設定ファイル.fvwmrcを書き換えることにより、設定できる項目が多い（カスタマイズが利く）ので愛用する人が多い。
その他の利点としては他のライブラリやシステムにあまり依存しないという点、ページャ、デスクトップの移動という点が挙げられる。
また、名前の意味は「Feeble Virtual Window Manager」。